# Long Beach (Mississippi)
Long Beach é uma cidade localizada no estado americano de Mississippi, no Condado de Harrison.

## Demografia
Segundo o censo americano de 2000, a sua população era de 17.320 habitantes.

## Geografia
De acordo com o United States Census Bureau tem uma área de
26,7 km², dos quais 26,2 km² cobertos por terra e 0,5 km² cobertos por água.

## Localidades na vizinhança
O diagrama seguinte representa as localidades num raio de 24 km ao redor de Long Beach.